# Papawa
Papawa es una comedia de animación 2D dirigida a niños de 8 a 12 años. Papawa es una isla remota con un solo bungaló y tres palmeras donde cualquier sueño puede hacerse realidad: fama, dinero, amor... el problema es que en ella viven unos habitantes que solo buscan divertirse con ayuda de los visitantes o sin ella. Aunque a simple vista no lo parezca, las cuatro paredes del bungaló encierran en su interior una suite nupcial, un laboratorio, un plató de cine, un campo de golf, una selva tropical o cualquier cosa que el visitante desee.
Creada, desarrollada y distribuida por Screen 21 y BRB Internacional, la serie está coproducida por TVC y cuenta con la colaboración del programa MEDIA y del ICIC. Consta de 104 episodios de 7 minutos y apuesta por diseños llenos de texturas y colores vivos.

## Premios
- Primer Premio, Oro, Expotoons 2008 (Argentina)[3]